# Jan Potocki
Jan Potocki, né le 8 mars 1761 à Pików et mort  le 2 décembre 1815 à Uładówka près de Pików, en Podolie alors polonaise, est un aristocrate, savant et écrivain polonais. Grand voyageur, historien, archéologue et ethnologue, éditeur, fondateur de la Wolna Drukarnia (Imprimerie libre) en 1788, il est surtout connu comme auteur, francophone, du Manuscrit trouvé à Saragosse.

## Aperçu biographique
Fils de Józef Potocki (1735-1802) et de Anna Teresa née Ossolińska, Jan Potocki est né au sein d’une ancienne et puissante famille de magnats polonais. Les immenses biens des Potocki s’étendaient aux confins orientaux de la Pologne entre Dniepr et Dniestr. Il reçoit une éducation française et dès l’âge de neuf ans quitte son pays pour la Suisse, où poursuit son instruction à Genève et à Lausanne.  
Après une brève expérience militaire dans l’armée polonaise en tant que capitaine du génie militaire et capitaine des galères, il part en voyage. Dans les années 1779 -1785, il visite les pays autour de la Méditerranée. Il est en France, en Italie, en Sicile, à Malte (il devient chevalier de l’Ordre), l’Espagne, le Maroc, Tunis, puis la Mer Noire, Constantinople. Il s’intéresse à l’histoire des peuples slaves et engage des recherches sur le terrain en Carniole, en Hongrie, en Serbie, en Autriche. Il contribue à la naissance de l’ethnologie. 
En 1785, il épouse à Wilanów Julia Lubomirska (1764-1794), fille du prince Stanisław Lubomirski (1722-1782). Ils ont deux enfants : Alfred Potocki (1785-1862) et Artur (1787-1832). Ils divorcent. En 1798, Il épouse en secondes noces sa cousine Konstancja Potocka (1781-1852), fille du comte Stanisław Szczęsny Potocki (1751-1805). Quelques jours plus tard, les nouveaux mariés partent pour Łańcut. Ils s’installent ensuite à Paris. Ils ont trois enfants : Andrzej Bernard, Irena et Teresa. Le couple continue à voyager.
En 1788, Potocki ouvre une imprimerie à Varsovie : Wolna Drukarnia (Imprimerie libre) et, quatre ans plus tard, le premier salon de lecture gratuit de la ville. Il devient député à la Grande Diète. En 1790, il acquiert une grande célébrité pour avoir été la première personne à monter dans une montgolfière en Pologne lorsqu’il s’éleva au-dessus de Varsovie avec son serviteur turc et l’aéronaute Jean-Pierre Blanchard,. 
À la suite du vote de la Constitution polonaise du 3 mai 1791 par la Diète polonaise, la Russie envahit la Pologne. Potocki participe aux combats mais la lutte est perdue d'avance et la Pologne subit le deuxième partage de ses territoires. Amer, Potocki se retire à Łańcut, le luxueux palais de sa belle-mère, la princesse Izabela Lubomirska où il écrit des pièces de théâtre qui paraissent ensuite à Varsovie, sans nom d'auteur ni d'éditeur, réunies dans Recueil de parades représentées sur le théâtre de Łańcut dans l'année 1792.
Il réside en Allemagne presque sans interruption jusqu'en 1796. Ce séjour est certainement lié aux troubles qui agitent alors la Pologne et la France, mais aussi à la retraite à Hambourg de son cousin, Stanislas Félix Potocki, qui l'aidait financièrement. Il profite de cette situation pour visiter les bibliothèques allemandes et poursuivre ses travaux historiques. En avril 1794, il est à Rheinsberg, chez Henri de Prusse (1726-1802), frère de Frédéric II. 
À partir de 1796, après la mort de  Catherine II, Potocki se rapproche de la Russie. Il assiste au couronnement de Paul Ier à Moscou et en profite pour obtenir l’autorisation de parcourir le Caucase. Sa première femme étant morte en 1794, Potocki épouse Konstancja, une cousine éloignée, fille du magnat Stanislas Potocki. 
En 1802, après quelques années de retraite, il publie son principal ouvrage sur l’histoire des Slaves. En 1805, sur la recommandation du prince Adam Jerzy Czartoryski, son compatriote, il devient responsable de la commission ethnographique et géographique organisée par l’Académie des sciences de Saint-Pétersbourg, chargée d'accompagner l'expédition terrestre du comte Golovkine vers Pékin. Il est probable que sans l'appui de Potocki, jamais l’orientaliste allemand, Julius Klaproth n'aurait pu participer à l'aventure. Cette expédition permit d'explorer de nouvelles régions de la Sibérie, et d'en étudier la faune et flore. Après le traité de Tilsit, Potocki se retire dans ses domaines en Podolie.
Potocki est l’un des premiers écrivains de récit de voyage de l’ère moderne, avec les comptes-rendus expressifs de plusieurs de ses voyages, au cours desquels il entreprit également des études historiques, linguistiques et ethnographiques extensives. En plus des nombreux récits de voyage et des travaux historiques , il est également l’auteur de pièces de théâtre et du Manuscrit trouvé à Saragosse, chef-d’œuvre de la littérature fantastique. 
Malade, affaibli et probablement dépressif, Potocki se suicida. Selon une tradition partiellement légendaire, il se serait tiré dans la tête une boule d'argent limée du couvercle de sa sucrière. Il l'aurait fait bénir par le chapelain de son domaine.

## LeManuscrit trouvé à Saragosse
Le chef-d’œuvre de Potocki, tardivement découvert en France, a déjà fait couler beaucoup d’encre. Ecrit en français, il n’a été que tardivement édité en France. L’édition préfacée par Roger Caillois qui a fait découvrir l’œuvre en France est incomplète, et seule l’édition de José Corti, établie par René Radrizzani nous offre une version complète mais qui reste cependant insatisfaisante car elle utilise des retraductions de l’allemand ou du polonais. En 2006, chez Peeters, est enfin parue une version sérieuse et complète du roman. 
Considéré par Roger Caillois et les surréalistes comme un des précurseurs de l’esthétique fantastique, il a longtemps été présenté aux lecteurs sous cet angle. Tzvetan Todorov, dans son Introduction à la littérature fantastique le désigne même comme le roman modèle de ce qu’il nomme le fantastique-étrange.
Mais les travaux plus récents et, surtout, la version complète du roman montrent que celui-ci va beaucoup plus loin. En effet, il n’emprunte pas seulement à la littérature gothique et fantastique mais explore aussi les voies du roman d'apprentissage, du roman libertin, du roman à tiroirs, philosophique, picaresque, et la liste est longue. Pour les chercheurs actuels, comme Dominique Triaire ou François Rosset, le Manuscrit trouvé à Saragosse est, plus qu’un livre fantastique, un roman sur le discours et sur le roman lui-même.
Adaptation cinématographique de l’œuvre
Le Manuscrit trouvé à Saragosse a été magistralement porté à l’écran par le réalisateur polonais Wojciech Has en 1964.
En 1973, le réalisateur français Philippe Ducrest a réalisé pour la 2e chaîne de l'ORTF une adaptation du Manuscrit trouvé à Saragosse, intitulé La Duchesse d'Avila. Interprété par José Luis de Vilallonga (Alphonse Van Worden), Jean Blaise (Alphonse Van Worden Y Gomelez), Evelyne Eyfel (la duchesse d'Avila), Jacqueline Laurent (Emina) et Jacques Morel (Tolède), ce téléfilm en quatre parties d'une durée totale de presque six heures fut tourné en grande partie dans la Sierra Nevada et à l'Alhambra de Grenade. Il nécessita un an de tournage et deux ans de montage.
Jan Potocki et son roman sont mentionnés dans l’une des enquêtes du commissaire Montalbano, personnage créé par l’écrivain italien Andrea Camilleri, dans le livre Un mois avec Montalbano, repris en 2001 dans l’épisode de la série télé Il commissario Montalbano intitulé « Tocco d’artista » (« La Mort de l’artiste » dans la version française).

## Études
Textes sur Jan Potocki
- E. Krakowski, Le Comte Jean Potocki : un témoin de l’Europe des Lumières, Paris, Gallimard, 1963
- Jean Potocki, Europe, 2001, no 863
- A. Kroh, Jean Potocki : voyage lointain. Paris, L’Harmattan, 2004
- François Rosset, D. Jean Potocki. Paris, Fayard, 2004
- François Rosset et Dominique Triaire, Jean Potocki. Biographie, Paris, Flammarion, 2004, 506 p. (ISBN 2-08-210309-9, BNF 39232051, présentation en ligne)
- Émilie Klene, Jean Potocki à nouveau. Amsterdam, Rodopi, 436 p, 2010.
- Luc Fraisse, Potocki et l'imaginaire de la création, Paris, Presses de l'Université Paris-Sorbonne, 2006 (ISBN 9782840504634)

Articles de Yves Citton sur ses œuvres
- « Potocki and the Spectre of the Postmodern », Comparative Criticism, no 24, automne 2002, Cambridge University Press, p. 141-165.
- « La mondialisation entre revenants et revenus : finances et liquidités chez Potocki », in Martial Poirson (éd), Art et argent en France au temps des Premiers Modernes (XVIIe – XVIIIe siècles), SVEC, 2004 :10, p. 159-172.
- « L’imprimerie des Lumières : filiations de philosophes dans le Manuscrit trouvé à Saragosse de Jean Potocki », in Pierre Hartmann et Florence Lotterie (éd.), Le Philosophe romanesque. L’image du philosophe dans le roman des Lumières, Presses universitaires de Strasbourg, 2007, p. 301-335.
- « Éditer un roman qui n’existe pas (mais qui réinvente les Lumières deux siècles après sa rédaction) », La Revue internationale des livres et des idées, Paris, no 1,‎ septembre-octobre 2007, p. 4-6 (ISSN 1959-6758, lire en ligne).
- « Un déterminisme spirituel ? Conditionnements machiniques dans le Manuscrit trouvé à Saragosse de Jean Potocki », à paraître dans un ouvrage collectif intitulé À l’ombre des Lumières, Actes du colloque des 26-27 novembre 2007 organisé par Martin Wåhlberg et Trude Kolderup (université de Trondheim, Norvège).